# Norman Thagard
Norman Earl Thagard (Marianna, 3 de julho de 1943) é um astronauta dos Estados Unidos e foi o primeiro norte-americano a viver no espaço a bordo de uma estação espacial russa, ao fazer parte da tripulação permanente mista da Mir, em 1995.
Formado em medicina, ciências e administração de empresas, ele entrou para o corpo de reservistas dos Marines em 1966 recebendo a patente de capitão no ano seguinte e foi qualificado como aviador naval em 1968. Posteriormente, foi designado para serviço ativo em jatos F-4 Phantom II da aviação naval, e cumpriu 163 missões de combate no Vietnã entre janeiro de 1969 e 1970. Depois da guerra, voltou aos EUA para servir como oficial da divisão de armas de aviação na base aérea dos Marines em Beaufort, na Carolina do Sul. Em 1971, voltou a seus estudos acadêmicos, formando-se em medicina e em engenharia elétrica, e antes de entrar para a NASA trabalhava como médico residente no departamento de medicina da Universidade da Carolina do Sul.
Como piloto naval, Thagard acumulou 2 200 horas de voo, a maioria delas em jatos de combate.

## NASA
Em janeiro de 1979, após completar o curso de um ano de treinamento e avaliação de astronautas no Centro Espacial Johnson, foi qualificado como especialista de missão para os voos dos futuros ônibus espaciais.
Sua primeira missão espacial foi em 18 de junho de 1983, na STS-7, o segundo voo da nave Challenger e a primeira do programa com cinco tripulantes, onde ele realizou várias experiências médicas na microgravidade. Dois anos depois, em abril de 1985, ele voltou ao espaço na STS-51-B, a terceira missão com o laboratório espacial Spacelab, onde serviu como assistente do comandante e do piloto na subida e na reentrada da atmosfera.
Sua terceira missão, em maio de 1989, foi na STS-30 Atlantis, uma missão de quatro dias na qual a tripulação colocou no espaço em direção a Vênus a sonda Magalhães, a primeira sonda planetária lançada a partir de um ônibus espacial. Em janeiro de 1992, Thagard serviu como comandante de carga da STS-42 Discovery, sua quarta missão espacial, onde a tripulação trabalhou no IML-1 (International Microgravity Laboratory-1), um laboratório espacial construído com a ajuda de onze países. Durante as 128 órbitas em volta da Terra, os tripulantes investigaram ao crescimento de proteínas e cristais na microgravidade e fizeram diversas experiências biológicas em plantas, bactérias e insetos.
Sua quinta e última missão foi a de mais tempo no espaço e que o levou a ser o primeiro astronauta americano a viver numa estação russa em órbita, o início do programa conjunto Mir-ônibus espacial, levado a cabo pelos governos das duas superpotências nos anos 1990. Lançado de Baikonur na Soyuz TM-21 em março de 1995, Thagard passou 115 dias a bordo da Mir com dois cosmonautas russos, onde realizou 28 experiências científicas conjuntas, voltando à Terra em 7 de julho daquele ano, a bordo da Atlantis.
Após a NASA trabalhou como consultor da Space Adventures, empresa criada para proporcionar a milionários de todo o mundo a possibilidade de irem ao espaço como turistas espaciais.